# Jüdischer Friedhof Vilijampolė
Koordinaten: 54° 54′ 38,7″ N, 23° 52′ 19,2″ O

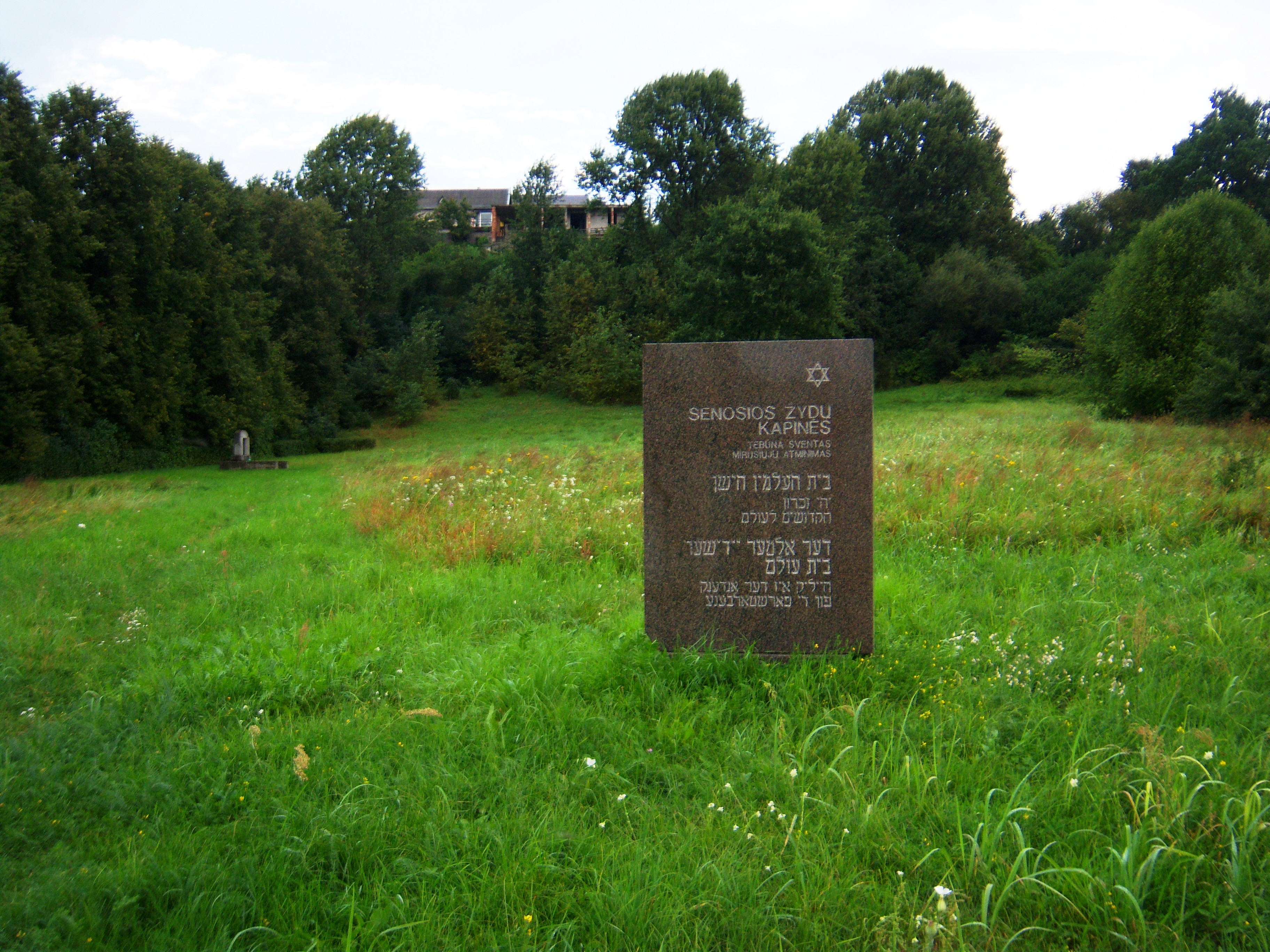
Jüdischer Friedhof Vilijampolė (2012)

Der Jüdische Friedhof Vilijampolė (lit. Vilijampolės žydų kapinės) ist ein jüdischer Friedhof in Vilijampolė, einem Stadtteil von Kaunas in Litauen.
Der im 18. Jahrhundert angelegte Friedhof ist 0,7 Hektar groß und befindet sich am Kinderrehabilitationskrankenhaus „Lopšelis“, der Filiale von KMUK.